# Samsung Galaxy A8 (2015)
Samsung Galaxy A8 (viết cách điệu là Samsung GALAXY A8) là điện thoại thông minh chạy hệ điều hành Android được sản xuất bởi hãng Samsung Electronics, được ra mắt vào ngày 15 tháng 7 năm 2015.
Samsung Galaxy A8 là chiếc điện thoại thông minh sang trọng có thiết kế kim loại nguyên khối chỉ mỏng 5.9 mm, là chiếc điện thoại thông minh mỏng nhất của Samsung từ trước đến nay.

## Phần cứng
Cấu hình
Cấu hình mạnh mẽ từ Exynos 5430 kết hợp RAM 2 GB
Các thao tác làm việc cũng như giải trí trên Galaxy A8 cũng sẽ tốt hơn do máy có chip xử lý Exynos 5430 8 nhân có tốc độ 4 nhân cho 1.8 GHz và 4 nhân  cho 1.3 GHz, các game cần cấu hình cùng đồ họa nặng như Asphalt 8 máy cũng chạy nhẹ nhàng.
Tính năng bảo mật bằng vân tay được cải thiện để nhận dạng nhanh chóng, không mất nhiều thời gian trong việc mở máy. Dung lượng lớn 3050 mAh sẽ cho thời gian sử dụng tốt hơn nhờ các vi xử lý giúp giảm được điện năng tiêu thụ.
Galaxy A8 có màn hình kích thước lớn 5.7 inch, độ phân giải Full HD và sử dụng công nghệ Super AMOLED cho hình ảnh hiển thị màu sắc rất tốt và chi tiết, màn hình lớn giúp thuận lợi cho việc đọc báo, lướt web hay xem phim.
Camera
Samsung Galaxy A8 có camera sau góc rộng độ phân giải 16 MP, khẩu độ F1.9 giúp thu được nhiều sáng và nét hơn, chế độ HDR sẽ cho bạn được những bức ảnh chụp ngược sáng hay thiếu sáng tốt.

## Phần mềm
Samsung Galaxy A8 sử dụng hệ điều hành Android. Ngoài ra còn có các kết nối wifi, 4G, Bluetooth và định vị.